# خسوف القمر ديسمبر 2010
حدث خسوف القمر في ديسمبر 2010 في الفترة من 5:27 إلى 11:06 UTC في 21 ديسمبر 2010 ، بالتزامن مع تاريخ انقلاب الشمس في ديسمبر. كان مرئيًا بالكامل كإجمالي خسوف في أمريكا الشمالية وأمريكا الجنوبية وأيسلندا وأيرلندا وبريطانيا وشمال الدول الاسكندنافية.

## الحادثة
كان خسوف ديسمبر 2010 أول خسوف كلي للقمر منذ ما يقرب من ثلاث سنوات ،خسوف القمر فبراير 2008.
إنه الثاني من خسوفين للقمر في عام 2010. الأول كان خسوفًا جزئيًا للقمر في 26 يونيو 2010.
كان الخسوف هو أول خسوف إجمالي يحدث في يوم انقلاب شتوي الشمالي منذ عام 1638 ، والثاني فقط في حقبة عامة.

## المشاهدة

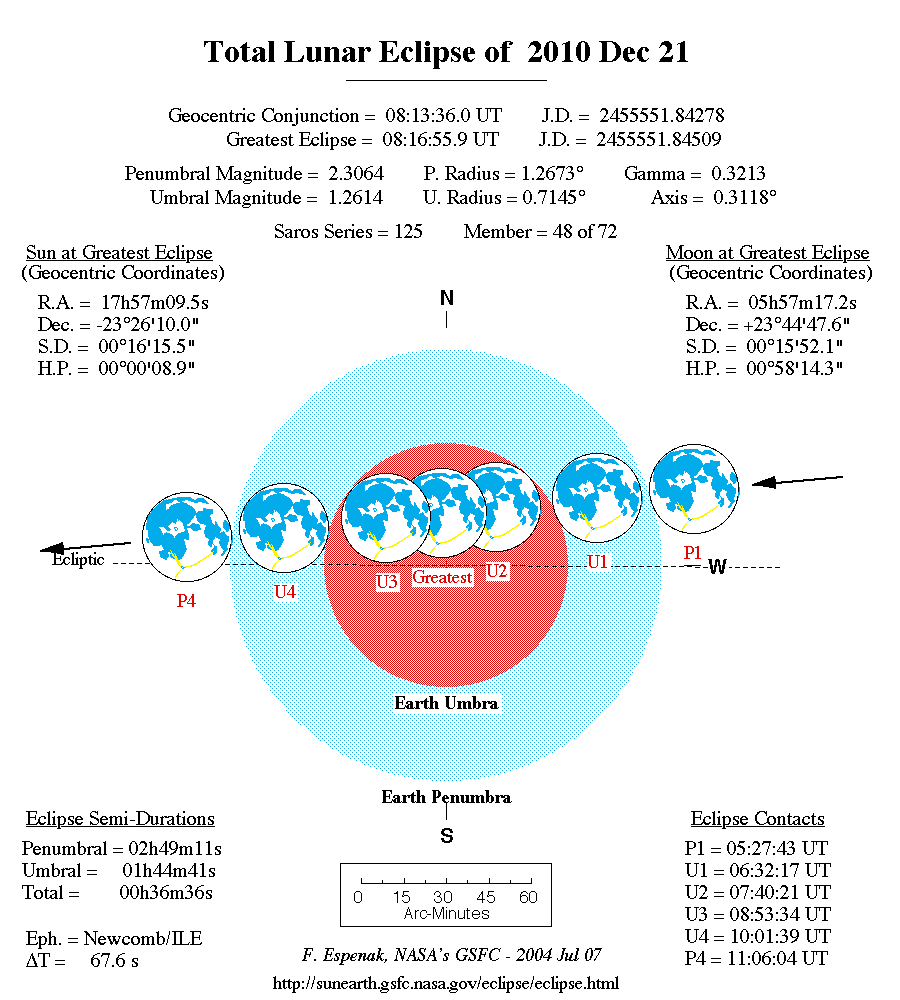
NASA chart of the eclipse

## ألبوم الصور
| المراحل من ساو باولو |                         |
| المراحل من أنكوريج (ألاسكا) |                         |
| صورة بانورامية من مقاريب عظيمة |                         |
| تسلسل من تورونتو، كندا (التسلسل بزيادات قدرها 15 دقيقة، مع زيادات قدرها 5 دقائق حتى المجموع في الساعة 8:17 صباحًا بالتوقيت العالمي المنسق) UTC) | المراحل من تورنتو، كندا |
| من جاكسونفيل (فلوريدا)، 8:29 بالتوقيت العالمي المنسق- 10:06 بالتوقيت العالمي المنسق                                                            | من إيستون (بنسيلفانيا)  |

### لقطات فردية مرتبة حسب الوقت

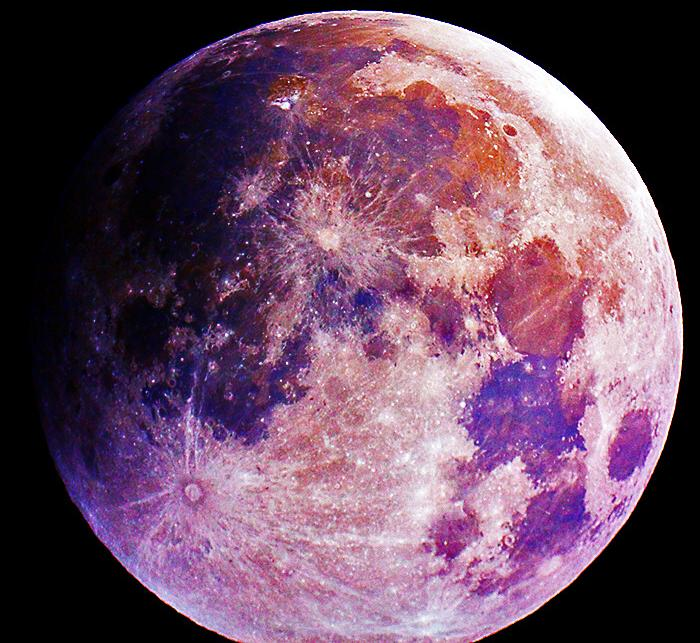
From نيويورك, 5:35 UTC
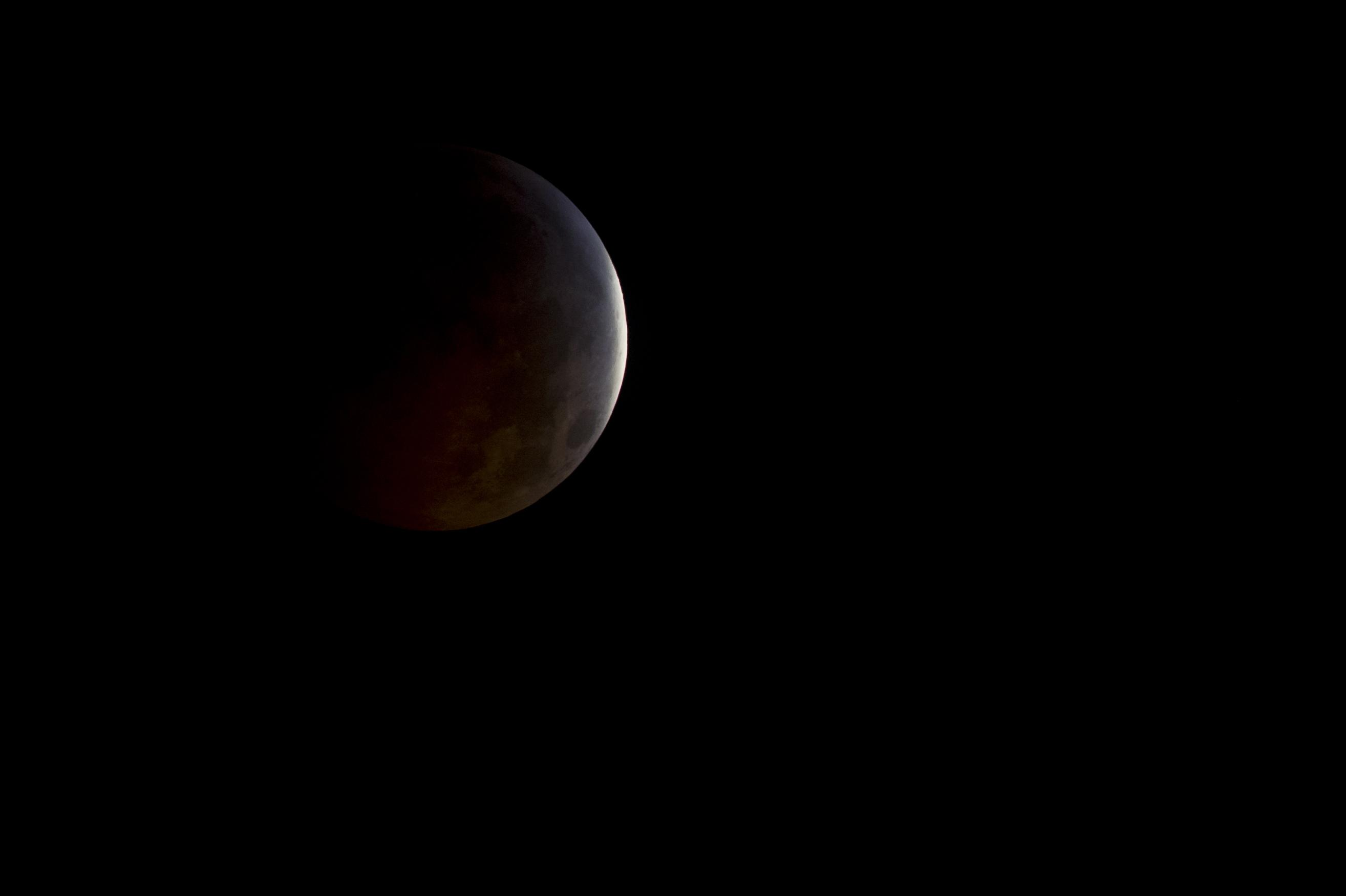
From مقاطعة أرلنغتون (فيرجينيا), ~7:30 UTC
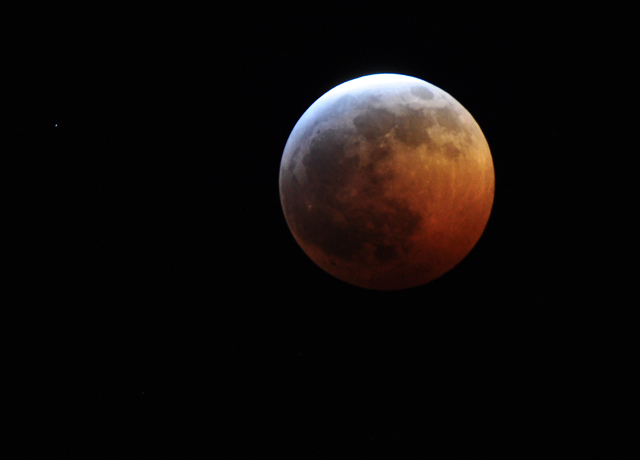
From New York City, New York, 7:38 UTC
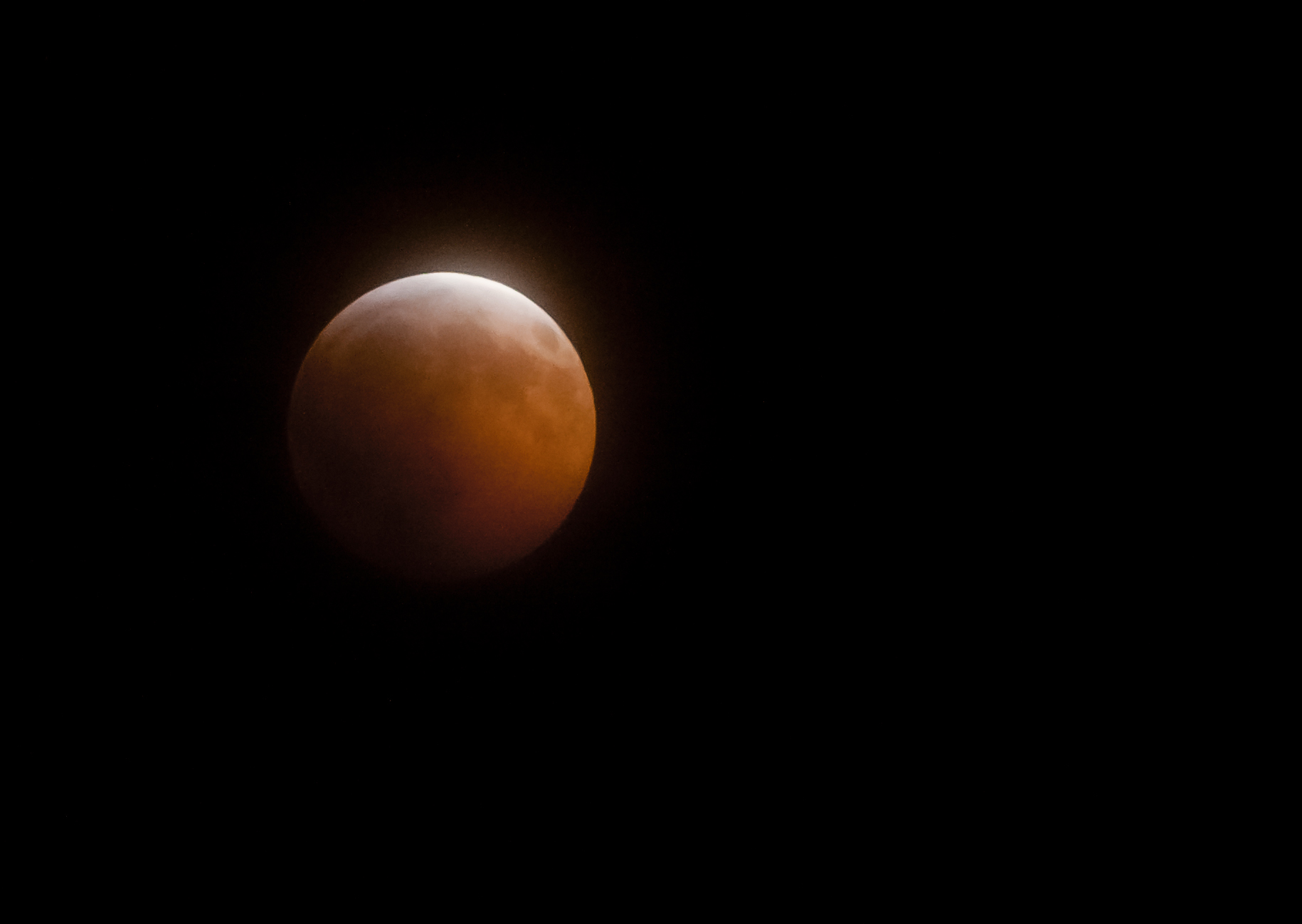
From سياتل beginning of totality, 7:41 UTC
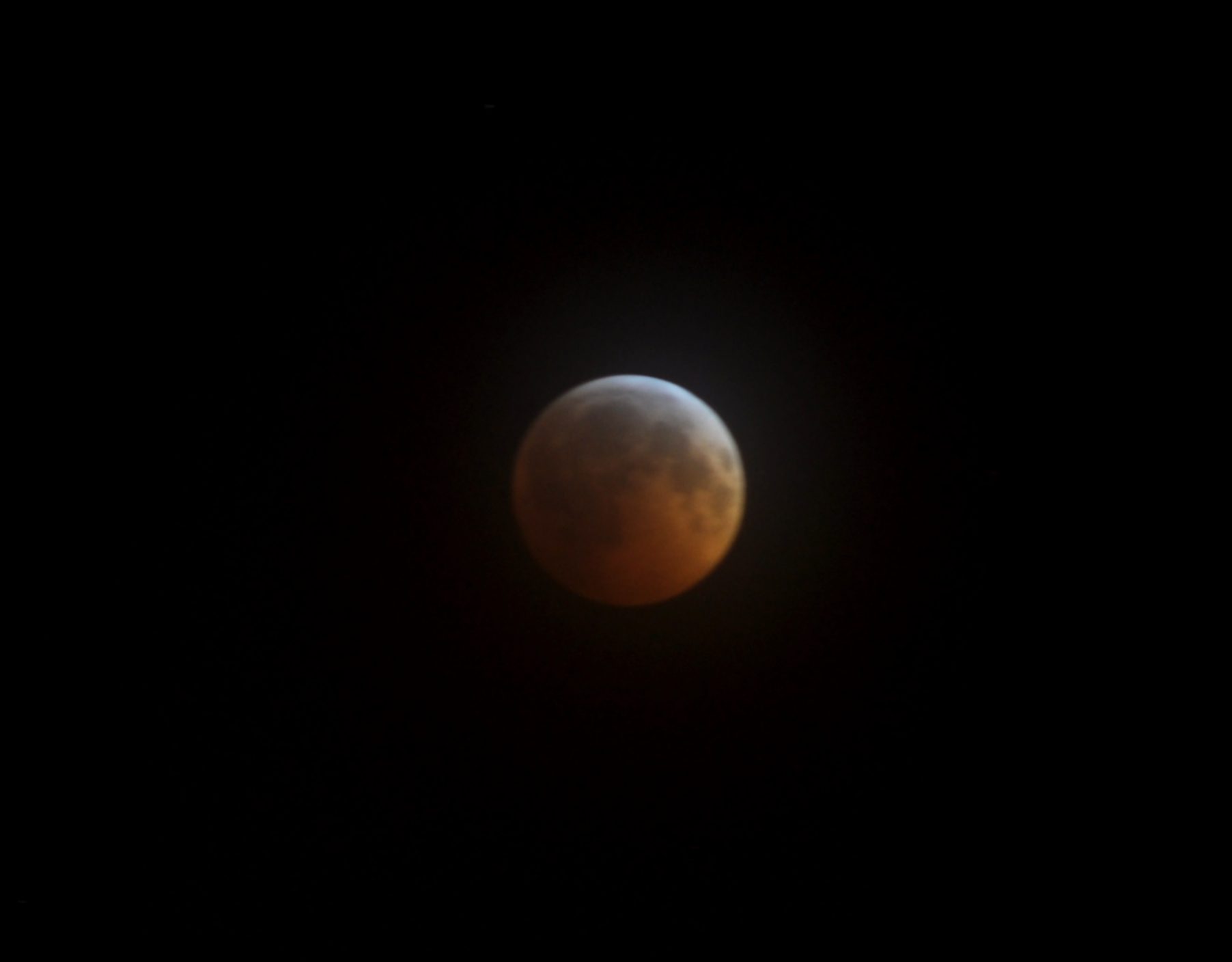
From the Lower Mainland of كولومبيا البريطانية, Canada, 7:46 UTC
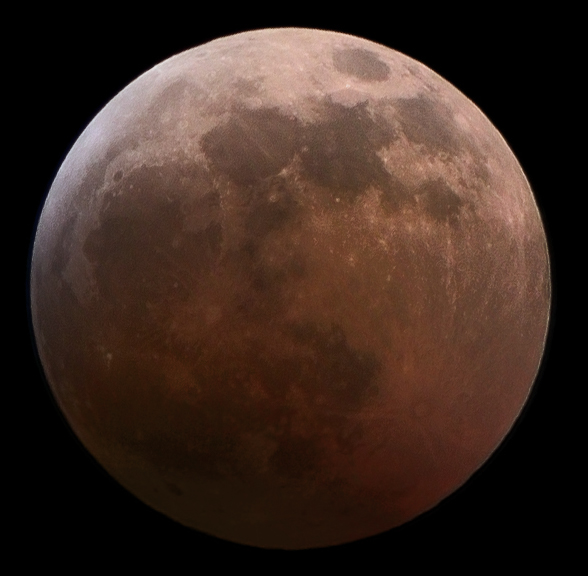
From ميامي, 7:52 UTC
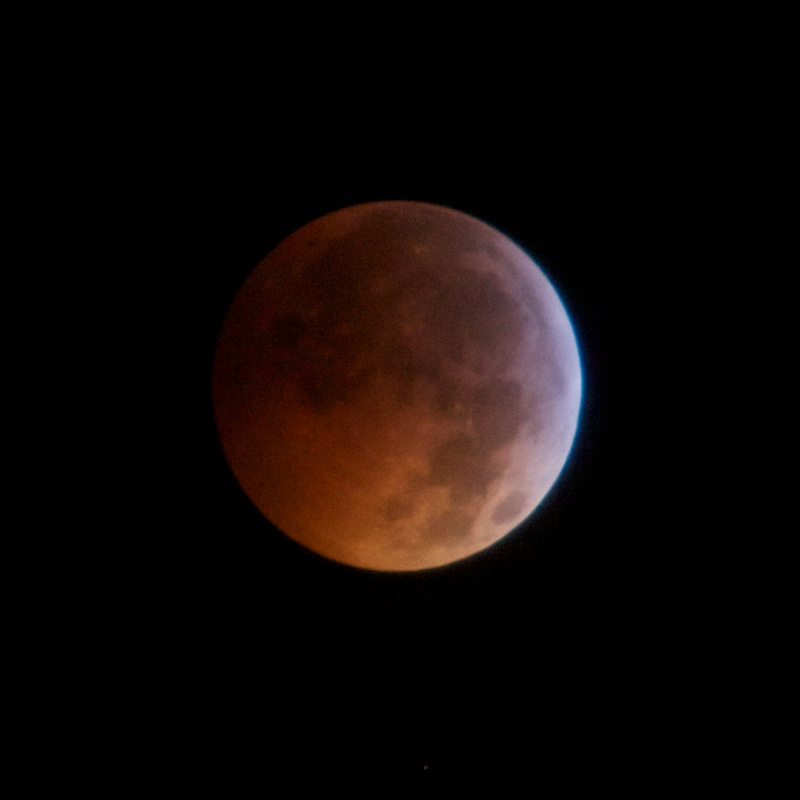
From ريتشاردسون (تكساس), 7:53 UTC
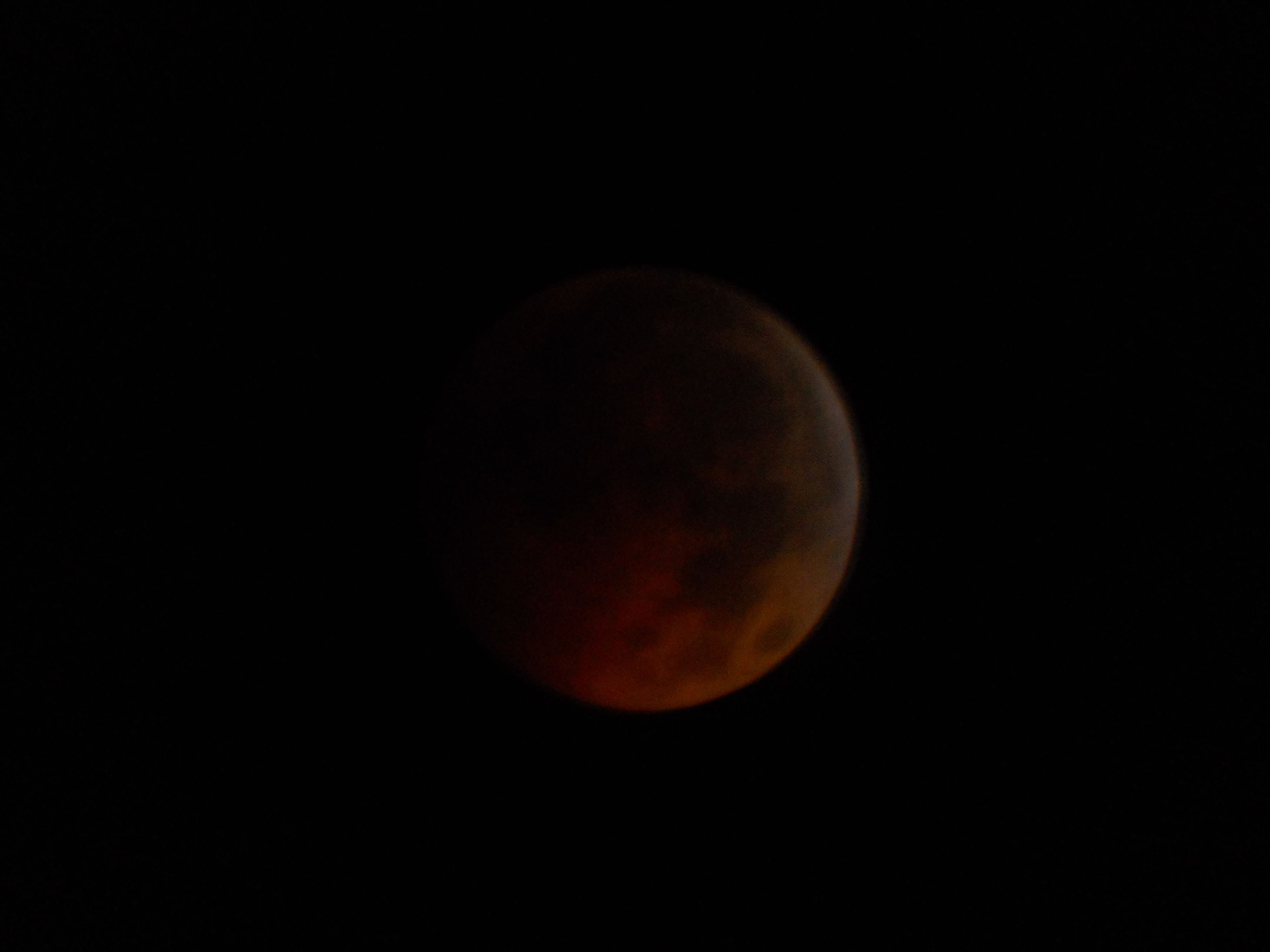
From دوفر (ديلاوير), 7:54 UTC
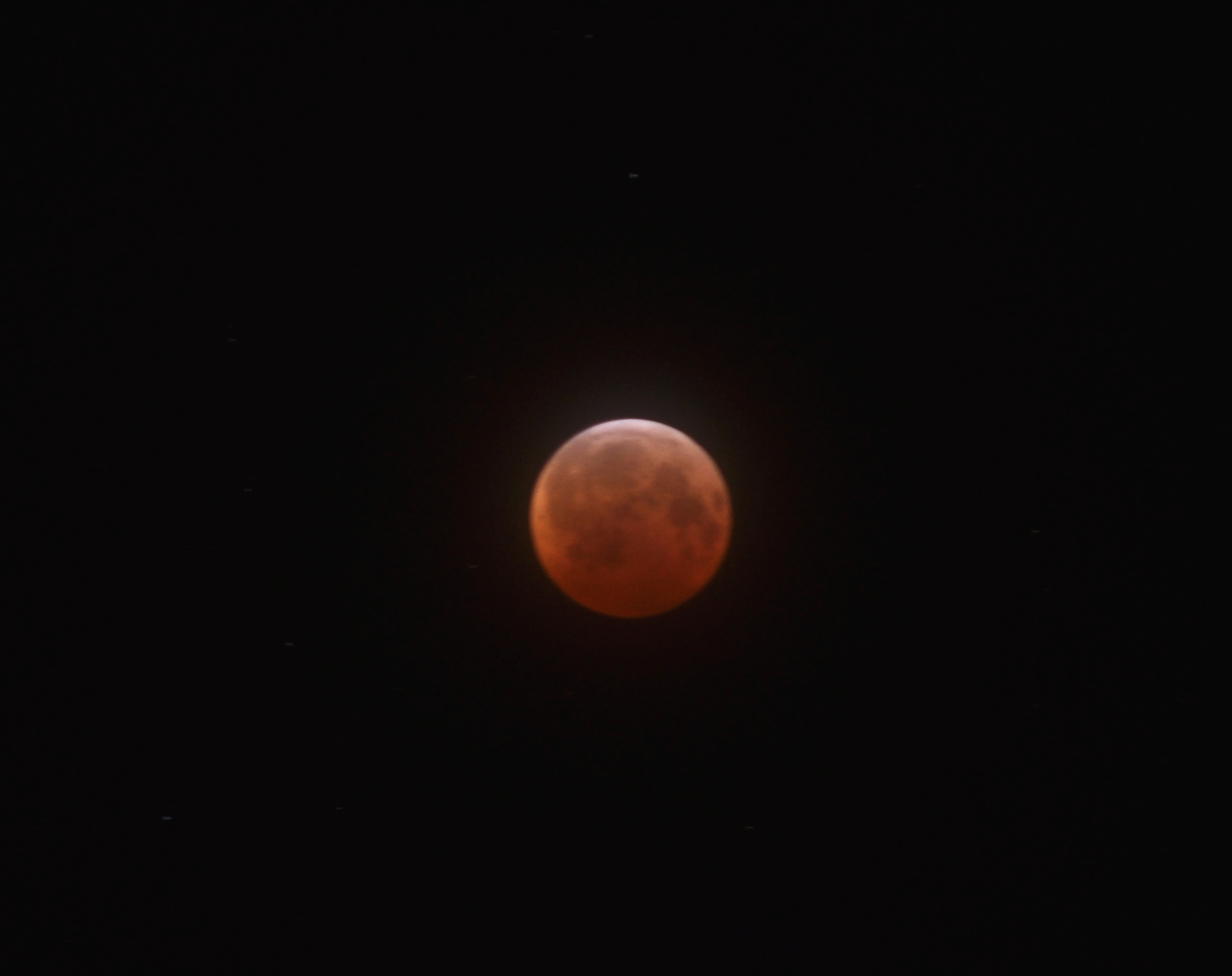
Lower Mainland of British Columbia, Canada during totality, 8:21 UTC
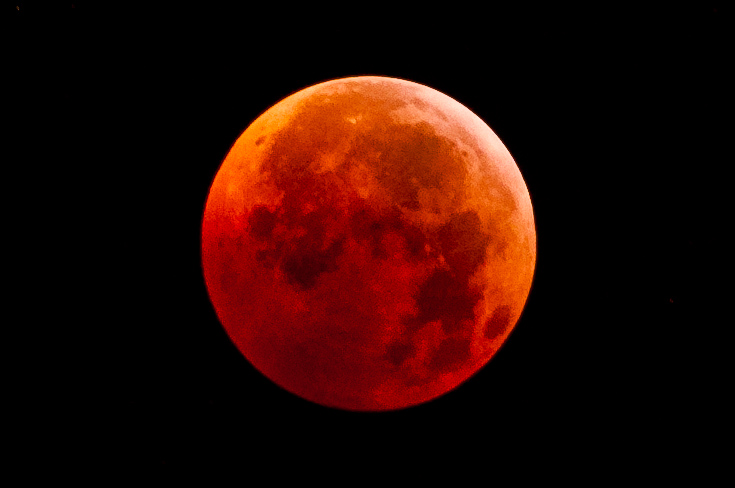
From تورونتو, Canada, 8:26 UTC
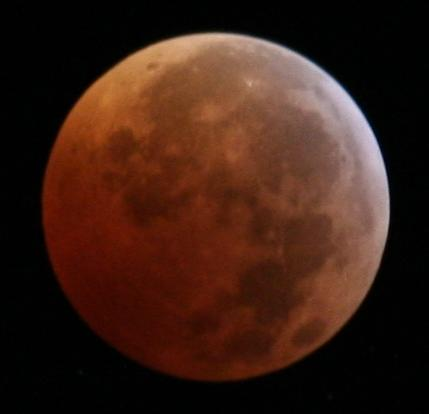
From أورلاندو (فلوريدا), 8:28 UTC
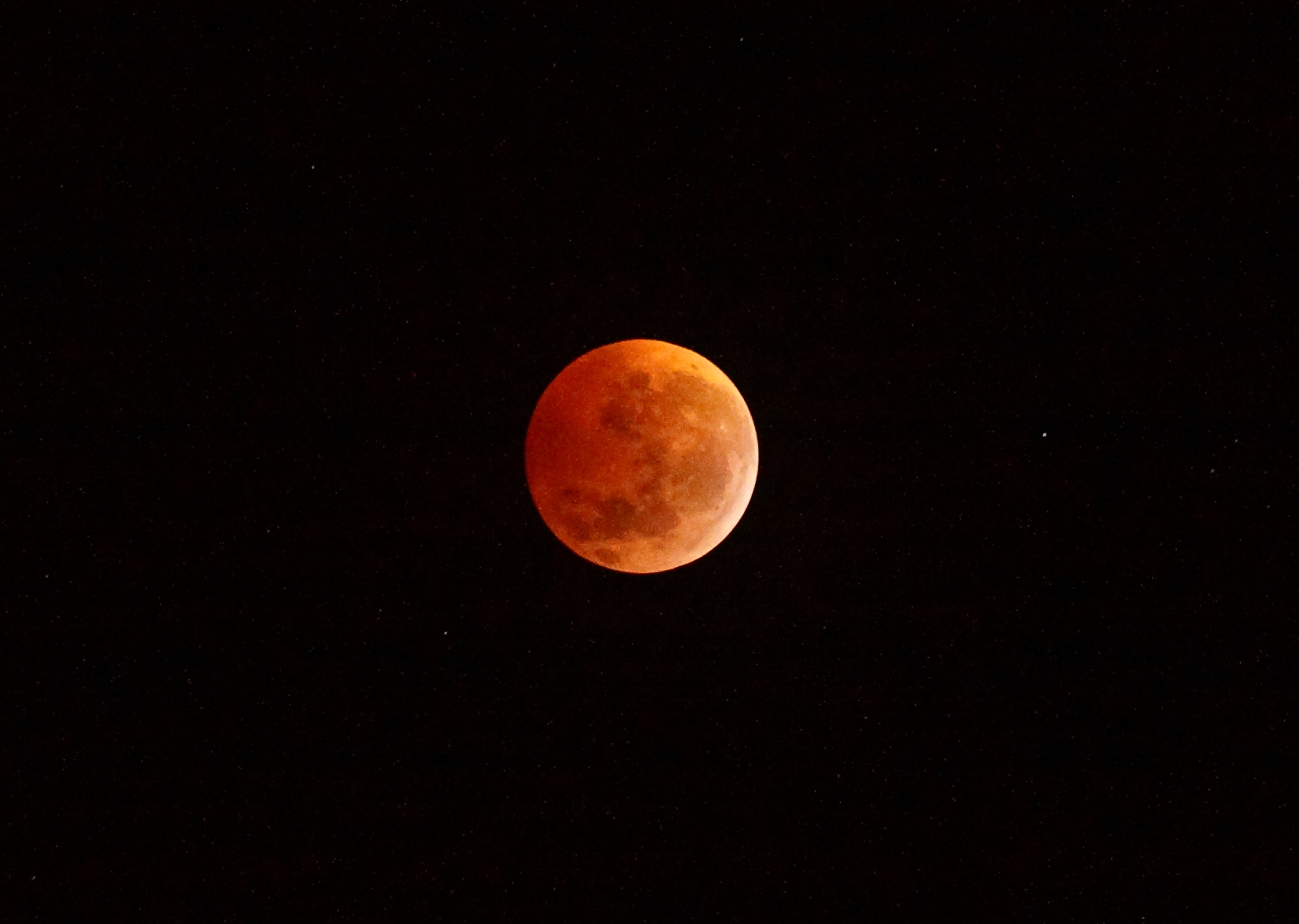
From جاكسونفيل (فلوريدا), 8:30 UTC
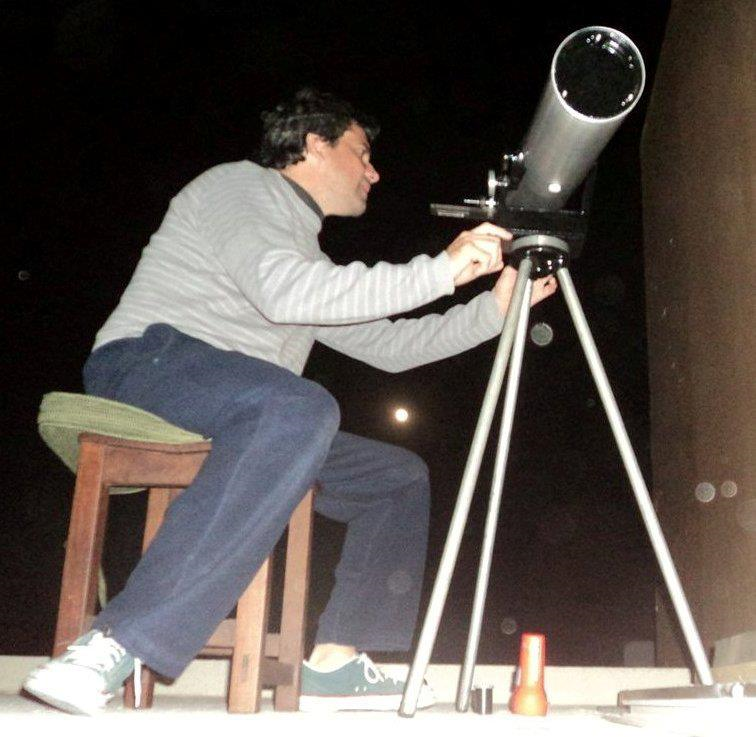
Amateur scientists observing eclipse in فيلا جيزيل [الإنجليزية], Argentina, 8:34 UTC
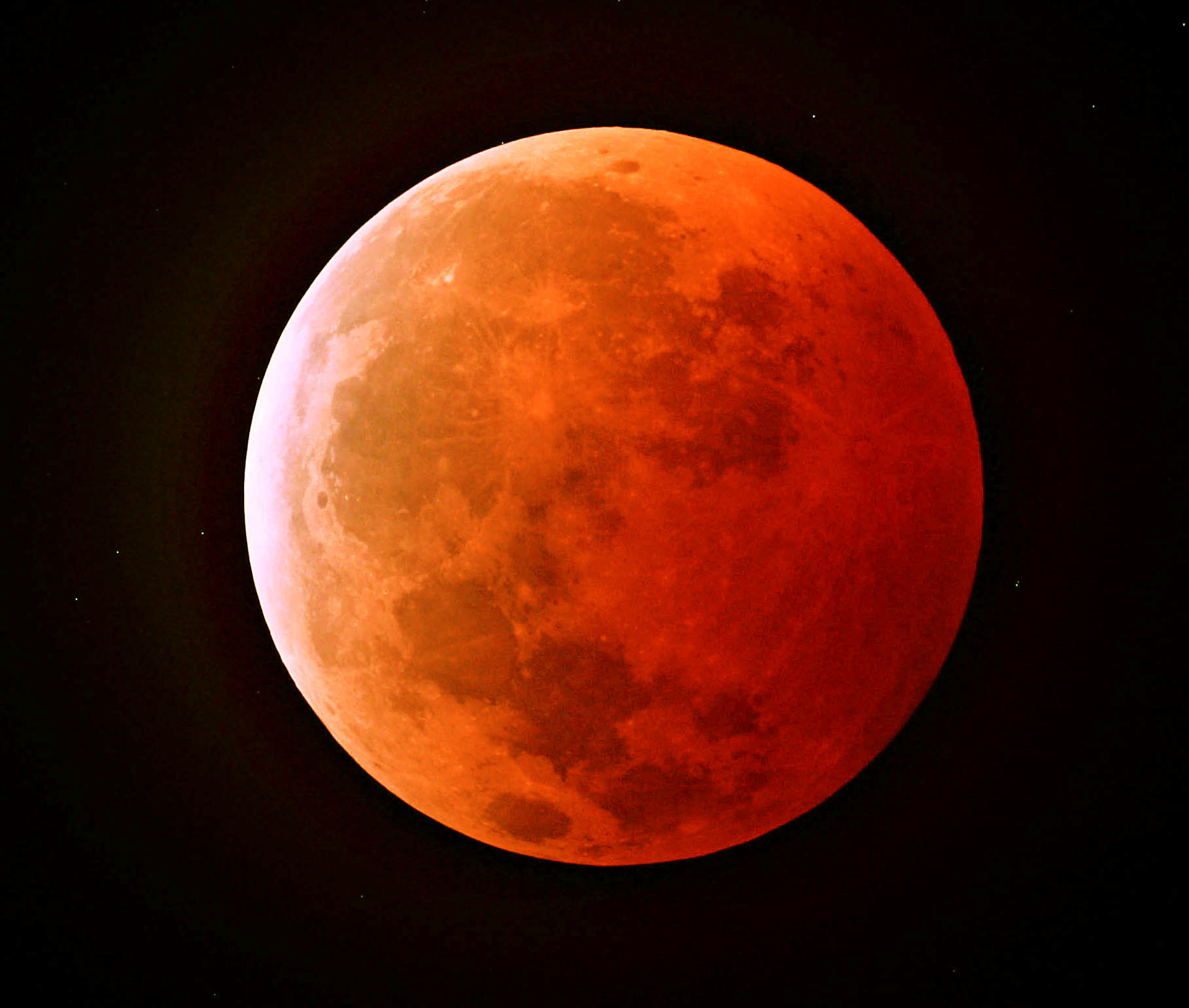
From توسان (أريزونا), 8:44 UTC
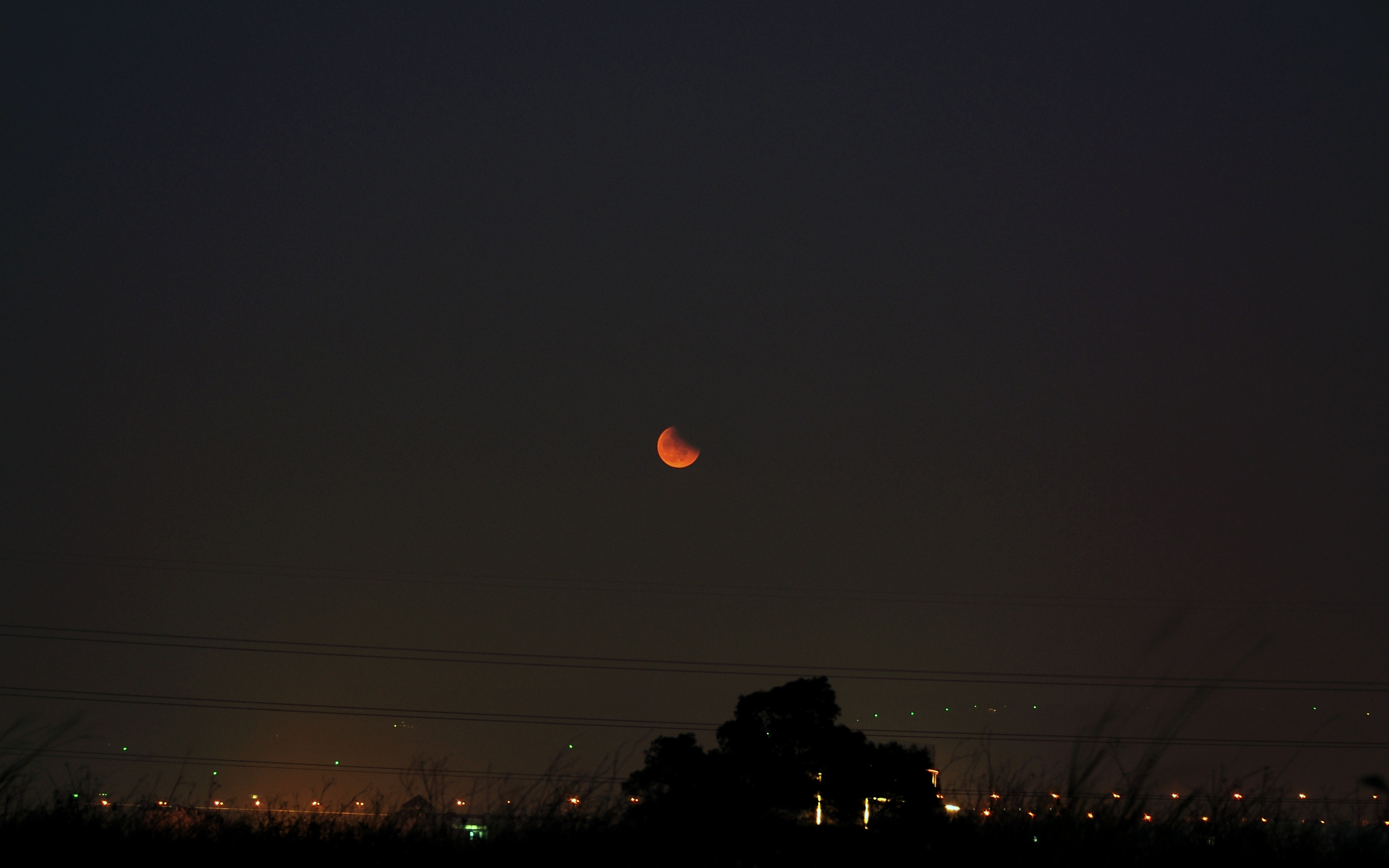
From Longjing District، تاي شانغ at moonrise, 9:45 UTC

### صور متحركة

محاكاة متحركة
رسوم متحركة منقضية وقت ميامي

## روابط خارجية
- أوقات المشاهدة في جميع أنحاء العالم لشهر ديسمبر 2010
- كيفية تصوير خسوف القمر من معهد نيويورك للتصوير نسخة محفوظة 14 يوليو 2011 على موقع واي باك مشين.
- الخسوف الكامل والأخير للقمر لعام 2010 في 21 ديسمبر أحلام التكنولوجيا